# Vista Alegre Norte
Vista Alegre Norte es una localidad argentina ubicada en el departamento Confluencia de la provincia del Neuquén; forma parte del municipio de Vista Alegre, que incluye también a Vista Alegre Sur, Ruca Luhé y Costa de Reyes.
Se encuentra a orillas del río Neuquén, a la altura del cique Ballester, y rodeada por la ruta provincial 7, que cruza el río Neuquén comunicándola con la localidad de Barda del Medio en la provincia de Río Negro. 
Aunque el origen del asentamiento poblacional se lo puede rastrear el 7 de marzo de 1910, cuando el entonces Presidente de la Nación, José Figueroa Alcorta, inaugura el inicio de las Obras del Dique Neuquén (que más tarde pasó a llamarse Contralmirante Cordero y actualmente Ingeniero Ballester), sobre el río homónimo, a unos 25 km al norte de la nueva capital provincial, Vista Alegre forma un municipio independiente recién a partir del 19 de diciembre de 1993, fecha en la que se realizó un plebiscito de consulta para ratificar la creación de dicho municipio, para así dejar de formar parte de la Colonia Centenario.

## Población
Contó con 895 habitantes (Indec, 2010), lo que representó un incremento del 9,5% frente a los 817 habitantes (Indec, 2001) del censo anterior.
El censo 2022 registró una población de 1824 habitantes que se repartieron entre 891 hombres y 933 mujeres. Sin embargo, las cifras obtenidas fueron estimativas solo teniendo en cuenta a la población en viviendas particulares; es decir, excluyendo del dato a la población institucional y las personas sin hogar. Gracias a este censo también fue posible conocer su densidad y tamaño urbano.Otros de los grandes cambios registrados tras el censo 2022 es que la localidad comenzó a incluir en su población al barrio Ruca Luhé.
| Gráfica de evolución demográfica de Vista Alegre entre 1991 y 2022 |
|                                                                    |
| Fuente: Censos nacionales del INDEC                                |

 Último censo del año 2022 población 4230